# Simplon
Simplon (dříve také Simpeln) je obec v okrese Brig v kantonu Valais ve Švýcarsku. Žije zde 305 obyvatel.

## Geografie

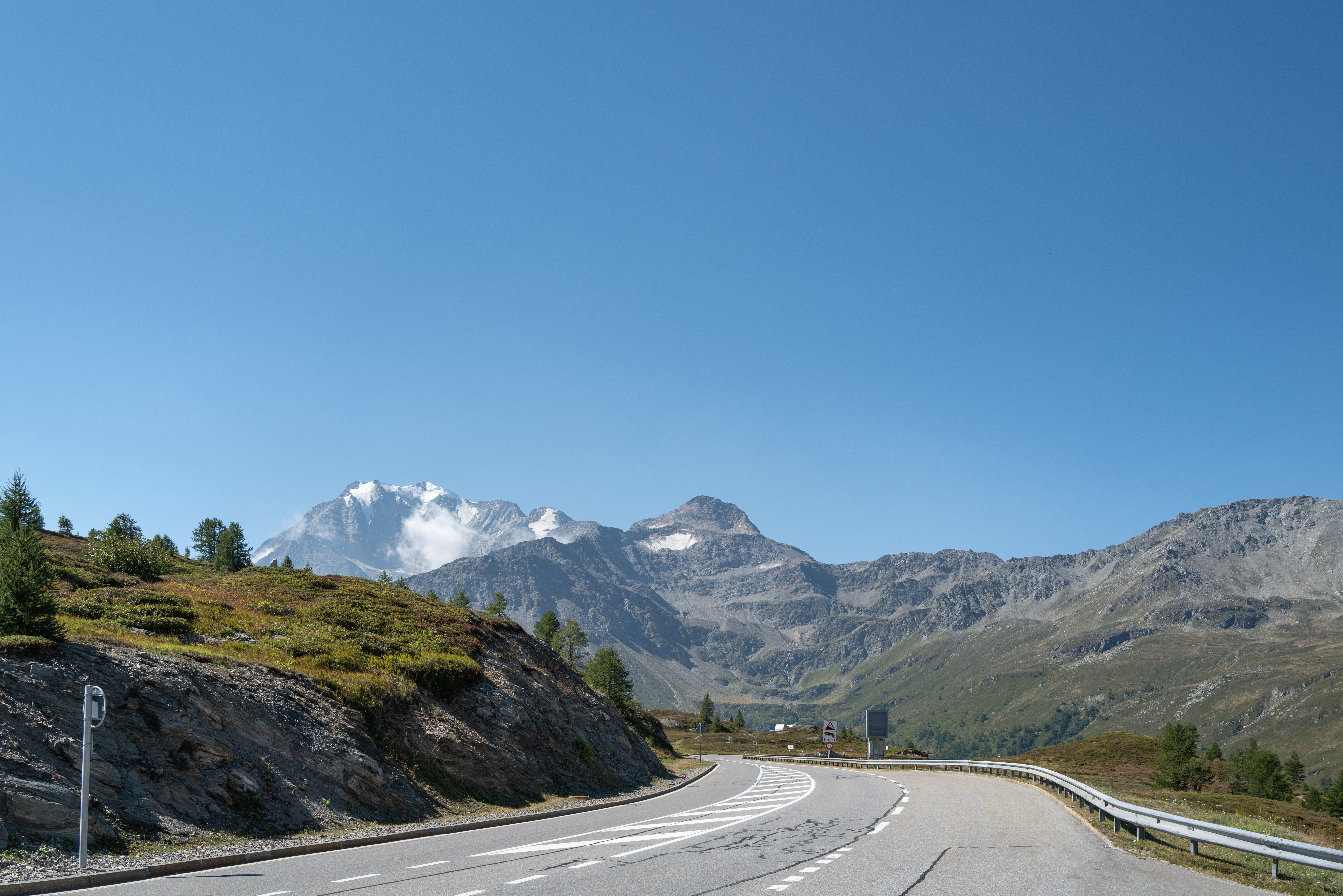
Silnice přes Simplonský průsmyk

Obec se nachází v okrese Brig, na jižní straně Simplonského průsmyku nedaleko italských hranic. Úředně se obec Simplon dělí na obce Simplon Dorf, Simplon Hospiz a Gabi (Simplon). Historicky se obec dělí na části Simplon-Dorf, Egga, Gabi a Simplon-Pass. Hlavní vesnice Simplon Dorf leží devět kilometrů jižně od průsmyku Simplonpass, který je rovněž součástí obce.
Simplon má rozlohu 90,9 km². Z této rozlohy je 21,5 % využíváno pro zemědělské účely a 12,3 % je zalesněno. Ze zbytku půdy je 1,0 % zastavěno (budovy nebo silnice) a 65,2 % tvoří neproduktivní půda.

## Historie

Simplon (cca 1915)

Simplon byl pravděpodobně osídlen lidmi alamanského původu z Horního Valais před rokem 1200 v rámci migrací Walserů. V první polovině 13. století, nejpozději v roce 1267 (první zmínka pod názvem Simpilion), se Simplon oddělil od mateřské farnosti Naters a v roce 1359 byl poprvé zmíněn svatý Gothard jako patron kostela. Současný farní kostel byl postaven v roce 1725 a slavnostně vysvěcen v roce 1736. Až do roku 1798 byl Simplon poddanským panstvím Brigu a podkastelním pruhem s omezenou pravomocí kaštelu Brig. V roce 1307 se communitas de Simplono poprvé objevuje v rozhodčím nálezu Bonifáce de Challant, bojujícího o svůj podíl na přepravě zboží. V roce 1469 si občané ze Simplonu nechali od biskupa ze Sionu určit hranice komuny a v roce 1525 sepsali její stanovy.
Útlum průjezdní dopravy a otevření Simplonského tunelu pro železnici mezi Brigem a Iselle v roce 1906 učinily ze Simplonu v letech 1880–1910 vesnici s velkým vystěhovalectvím. Kromě průjezdní dopravy utvářelo život obce horské zemědělství. Dřívější dominantou obce byla Meierova věž ze 13. století, kdysi sídlo pánů ze Simplonu. V letech 1892/93 byla téměř celá zbořena.

## Obyvatelstvo

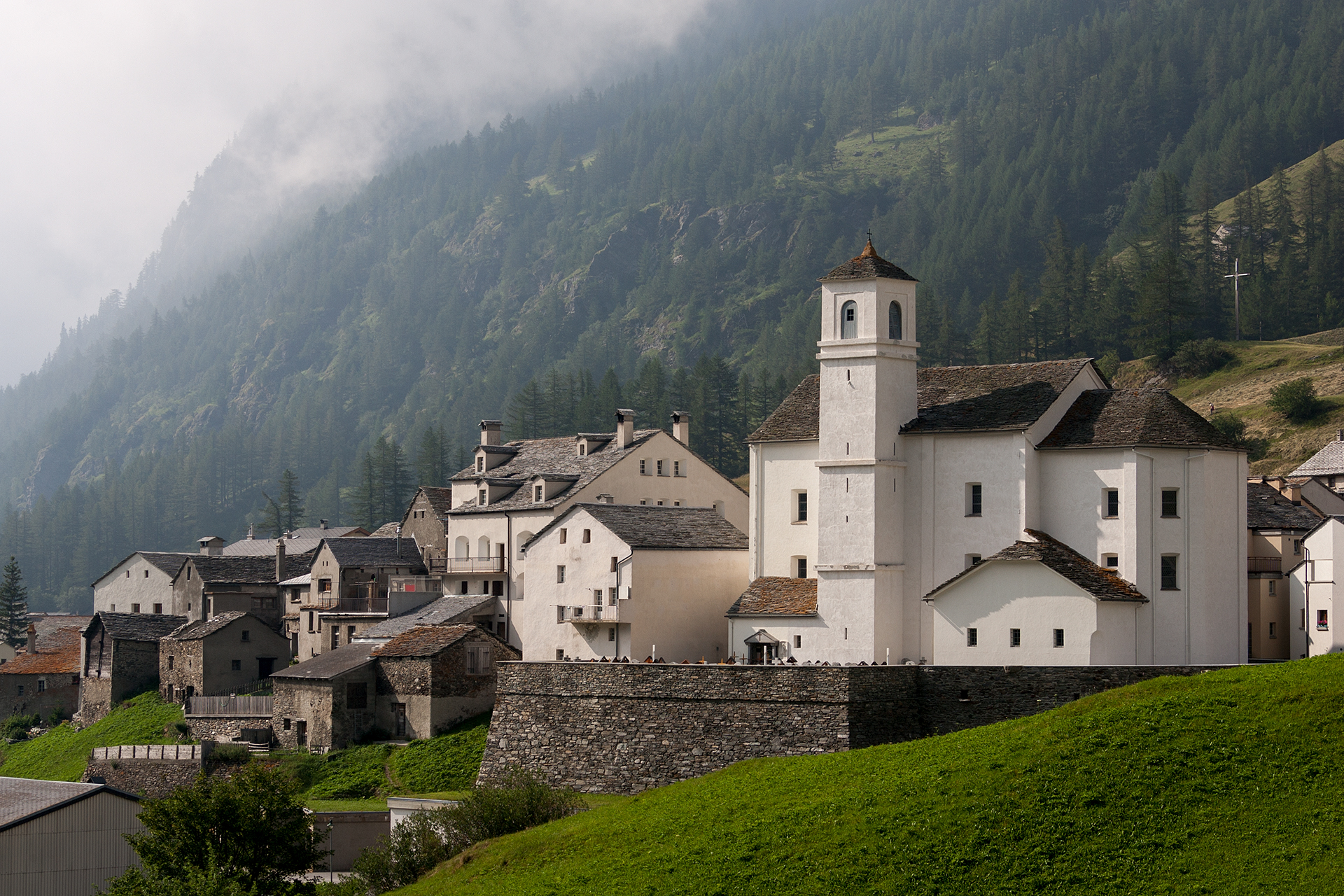
Kostel sv. Gotharda

| Vývoj počtu obyvatel | Vývoj počtu obyvatel | Vývoj počtu obyvatel | Vývoj počtu obyvatel | Vývoj počtu obyvatel | Vývoj počtu obyvatel | Vývoj počtu obyvatel | Vývoj počtu obyvatel | Vývoj počtu obyvatel | Vývoj počtu obyvatel |
| -------------------- | -------------------- | -------------------- | -------------------- | -------------------- | -------------------- | -------------------- | -------------------- | -------------------- | -------------------- |
| Rok                  | 1798                 | 1850                 | 1880                 | 1900                 | 1910                 | 1950                 | 2000                 | 2016                 |                      |
| Počet obyvatel       | 250                  | 364                  | 435                  | 357                  | 318                  | 451                  | 333                  | 309                  |                      |

## Doprava
Obec leží na kantonální hlavní silnici 9S přes Simplonský průsmyk, která plynule navazuje na dálnici A9.
Nejbližší železniční stanice se nachází v Brigu (Matterhorn Gotthard Bahn, bývalá Furka-Oberalp-Bahn, a SBB).